# 石川県道272号上黒丸大谷線
石川県道272号上黒丸大谷線（いしかわけんどう272ごう かみくろまるおおたにせん）とは、石川県珠洲市内を通る一般県道（石川県道）である。

## 概要
- 起点：石川県珠洲市若山町上黒丸11字22番3地先（＝石川県道40号珠洲里線交点）
- 終点：石川県珠洲市大谷町1字24番1地先（＝国道249号交点）

珠洲市北西部の集落を結ぶ。起点の珠洲市若山町上黒丸は、二級水系若山川の上流に位置する集落である。全区間、丘陵地を越えるルートとなっている。終点の珠洲市大谷町は珠洲市北西部中心の集落で日本海に面している。

## 歴史
- 1973年（昭和48年）3月31日：路線認定。

## 接続道路
- 石川県道40号珠洲里線（珠洲市若山町上黒丸：起点）
- 国道249号（珠洲市大谷町：終点）